# فرودگاه بین‌المللی تربت
فرودگاه بین‌المللی تربت  (به انگلیسی: Turbat International Airport)  یک فرودگاه همگانی  با کد یاتا TUK است که یک باند فرود آسفالت دارد و طول باند آن ۱۸۲۹ متر است. این فرودگاه در شهر تربت، پاکستان کشور پاکستان قرار دارد و در ارتفاع ۱۲۲ متری از سطح دریا واقع شده است.

## شرکت‌های هواپیمایی و مقصدهای پروازی
| شرکت‌های هواپیمایی           | مقصدهای پروازی                               |
| --------------------------- | -------------------------------------------- |
| هواپیمایی بین‌المللی پاکستان | ابوظبی، دالباندین، گوادار، جناح، مسقط، شارجه |